# Pinalita
La pinalita és un mineral de plom, tungstè, oxigen i clor, químicament és un oxiclorur de fórmula química Pb₃WO₅Cl₂, de color grogòs, i una densitat de 7.78 g/cm³, cristal·litza en el sistema ortoròmbic. El seu nom fou fa honor al comtat de Pinal, Arizona, EUA, on es troba la mina Mammoth-St. Anthony on fou descoberta per P.J. Dunn, J.D. Grice i R.A. Bideaux el 1989.
Segons la classificació de Nickel-Strunz, la pinalita pertany a «03.DC - Oxihalurs, hidroxihalurs i halurs amb doble enllaç, amb Pb (As,Sb,Bi), sense Cu» juntament amb els següents minerals: laurionita, paralaurionita, fiedlerita, penfieldita, laurelita, bismoclita, daubreeita, matlockita, rorisita, zavaritskita, zhangpeishanita, nadorita, perita, aravaipaïta, calcioaravaipaïta, thorikosita, mereheadita, blixita, symesita, ecdemita, heliofil·lita, mendipita, damaraïta, onoratoïta, cotunnita, pseudocotunnita i barstowita.